# Rươi biển
Rươi biển (Tylorrhynchus heterochaetus) là một loài động vật không xương sống trong Họ Rươi, lớp Polychaeta, ngành Giun đốt. Chúng thường sống trên các nền cát sỏi, mép khe đá hay đáy bùn cát. Chúng là một nguồn lợi thủy sản phong phú ở Việt Nam, nơi chúng còn được chỉ gọi đơn giản là rươi.

## Đặc điểm
Rươi có cá thể phân tính đực cái, nhưng rất khó phân biệt nếu không dùng kính hiển vi có độ phóng đại cao.

### Phần đầu
Đầu rươi gồm 2 phần thùy trước miệng và phần quanh miệng. Thùy trước miệng nhỏ dẹp, mặt trên có hai râu ngắn, hai bên có đôi xúc biện phân đốt rõ. Mặt lưng của phần trước miệng có 2 đôi mắt màu đen. Phần quanh miệng ngắn mang hai đôi chi bên ở hai bên. Phần trước hầu lộn ra ngoài, đưa hàm kitin hình móc, có răng ở phía trong ra ngoài để nghiền hay gặm thức ăn.

### Phần thân
Cơ thể rươi biển kéo dài, gồm 55 - 65 đốt, chiều dài cơ thể 45 – 65 mm. Nơi có đường kính lớn nhất là phần trước và phần giữa 2 – 3 cm. Phần sau cơ thể hẹp dần về phía đuôi. Mặt lưng gồ cao và có màu hồng thẫm hơn. Thân rươi có dạng trụ tròn không đều. Đến thời kỳ sinh sản cơ thể rươi có nhiều thay đổi. Cơ thể rươi được chia thành 2 phần khác biệt, nhất là phần sau chứa các sản phẩm sinh sản. 

### Các chi
Các chi ở phần sau to ra, các túm tơ lưng và bụng rất phát triển. Thùy đuôi là các đốt cuối cùng của thân rươi, dạng hình nón, không có chi bên nhưng có hai chi phụ hậu môn dài. Phía trước đốt cuối cùng là vùng sinh trưởng, nơi sẽ hình thành các đốt mới của cơ thể rươi. Phần cuối của đốt cuối cùng có lỗ hậu môn.

## Tập tính

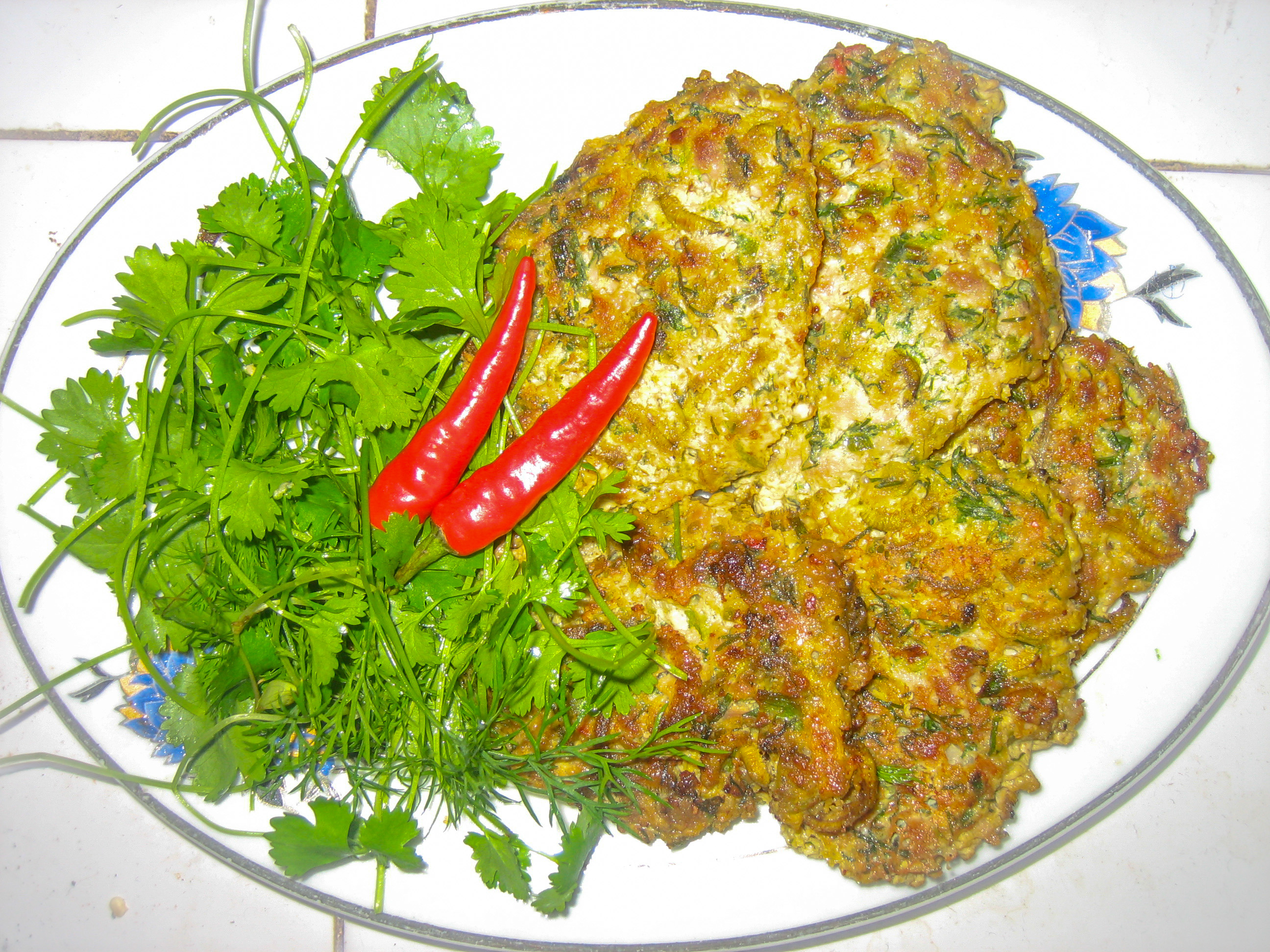
Chả rươi

Ngoài tự nhiên, rươi vận động gần bề mặt đáy. Thức ăn của rươi là mùn bã hữu cơ, xác động vật và sinh vật phù du trôi nổi trong nước. Rươi ít di chuyển từ nơi này sang nơi khác và thường bị tác động rất nhiều của chế độ thủy triều cũng như môi trường vùng cửa sông ven biển.
Chúng có vai trò to lớn trong việc chuyển hoá các chất mùn bã hữu cơ và xác động vật chết trong chu trình chu chuyển vật chất của hệ sinh thái vùng triều, xử lý chất thải hữu cơ, tạo nên độ phì nhiêu, tơi xốp và thông thoáng cho các vùng đất ngập nước. Chính nhờ khả năng tự làm sạch thủy vực nên rươi biển còn được xem như là các sinh vật chỉ thị mức ô nhiễm môi trường (bằng cách xác định mật độ quần thể, sản lượng và tần suất xuất hiện tại một vùng cửa sông nào đó).